# Jenny (1958)
Jenny is een Nederlandse dramafilm uit 1958 onder regie van Willy van Hemert. Het is een herfilming van de Duitse film Acht Mädel im Boot uit 1932.

## Verhaal
Jenny is een enthousiast achttienjarig meisje dat meedoet als wedstrijdroeister in een achtpersoonsroeiboot. Ze heeft een relatie met Ed van Rijn, een kunsthandelaar en de zoon van een groot antiquair die net van een zakenreis in Tokio is teruggekeerd. Ze voelt zich al een tijdje niet lekker, maar staat desondanks te popelen om uit te gaan met Ed. Haar stemmingswisselingen staan echter al snel tussen de twee in. Het ene moment verklaart ze hem de liefde en het andere moment voelt ze zich genegeerd. Aan het einde van de avond geeft ze toe dat ze per ongeluk zwanger is geworden. Tegen haar verwachting in neemt hij het nieuws niet goed op.
Jenny keert verdrietig terug naar huis en kan zich de volgende dag tijdens de training niet goed concentreren, tot ergernis van haar coach Greet, die uiteraard van niets weet. Later die dag probeert Ed haar over te halen naar een dokter te gaan, omdat hij haar niet op haar woord gelooft. Na diens bevestiging stort Jenny in. De dokter raadt Ed aan om met haar te trouwen, maar hij vindt zichzelf te jong en noemt de zwangerschap een stommiteit. Jenny heeft alles in de kamer ernaast gehoord en slaat Ed, voordat ze in een razende bui vertrekt. Ze gaat naar haar vader om hem te vertellen over haar zwangerschap, maar hij heeft geen tijd voor haar, want hij moet een nieuwe toneelrol leren.
Ondertussen wordt Jenny wegens gebrek aan toewijding gedegradeerd bij de roeiclub. Ze negeert elke pogingen van Ed om met haar in contact te komen en zoekt troost bij haar roeicollega's. Ed realiseert zich intussen dat hij veel van Jenny houdt en enkel zo extreem reageerde omdat hij zijn carrière in duigen zag vallen. Aan zijn moeder geeft hij toe dat hij er geen vertrouwen in heeft dat hij Jenny ooit nog terug zal zien. Tijdens een training wordt Jenny extra hard aangepakt door Greet, waarna ze flauwvalt. Ze geeft eindelijk toe dat ze zwanger is. Zowel Greet als de andere roeisters bieden Jenny alle steun, maar kunnen maar slecht snappen dat ze niet wil trouwen.
Haar vrienden bij de roeiclub komen al snel op een plan om Ed op zijn verantwoordelijkheid aan de spreken. Ze confronteren hem op Schiphol, maar hij legt uit dat elke poging om zijn excuses aan te bieden tevergeefs was. Jenny beweert echter dat ze hem een kans heeft gegeven, maar dat hij daar geen gebruik van heeft gemaakt. Aan een goede kennis van hem, die tevens haar dokter is, vertelt ze dat ze geen contact meer wenst te hebben met Ed. Ze is blij om te horen dat ze in dit vroege stadium van haar zwangerschap nog wel deel mag nemen aan de grote roei-regatta die op stapel staat.
Ondertussen is Greet bij Jenny's vader in de kleedkamer doorgedrongen waar ze hem vertelt hoe zijn dochter eraan toe is. Ze vertelt hem hierbij ook dat hij Jenny niet genoeg aandacht geeft. Hij is aanvankelijk beledigd, maar probeert het probleem wel op te lossen. Jenny heeft het intussen druk met Ed, die weer langskomt in een poging hun relatie te redden. Hij biedt in eerste instantie zijn excuses aan, maar ze krijgen uiteindelijk fikse ruzie, waarna hij vertrekt.
Niet veel later wint Jenny met haar dames-acht toch de roeiwedstrijd. Langs de kant staat haar vader om haar aan te moedigen. Ook Ed laat zich weer zien: na de finish duikt hij op uit het water en pakt Jenny stevig vast. Eindelijk geeft ze toe en beantwoordt zijn omhelzing.

## Rolverdeling
| Acteur              | Personage        | Opmerkingen |
| ------------------- | ---------------- | ----------- |
| Ellen van Hemert    | Jenny Roders     |             |
| Maxim Hamel         | Ed van Rijn      |             |
| Andrea Domburg      | Greet Reijnders  |             |
| Kees Brusse         | Dr. Henk Ebeling |             |
| Ko van Dijk jr.     | Meneer Roders    |             |
| Teddy Schaank       | Mevrouw Gonzales |             |
| Bert van der Linden | Kees             |             |
| Corry Brokken       | Zangeres         | Ongenoemd   |

## Achtergrond

### Productie
In 1957 werd regisseur Willy van Hemert gevraagd om met Jenny zijn filmdebuut te maken. De film is een verfilming van een Duits toneelstuk en in dezelfde periode werd ook een Duitse filmversie gemaakt. In een interview met het journaal in augustus 1957, vertelde Van Hemert: "Dit is voor mij een kans om dit vak te gaan leren, het is al heel lang een hartenwens van me geweest. [..] Ik voel me eigenlijk als een jochie dat voor het eerst naar school gaat. Ik denk dat ik me heel gauw thuis ga voelen. Ik vind het wel vervelend dat enkele kranten minder welwillend commentaar vooraf geschreven hebben. Laten ze dat nou maar eerste een afwachten."
Van Hemert vond de plot matig en probeerde dit te compenseren met Agfacolorbeelden van Amsterdam, de Bosbaan en de Amstel. Hij wilde de film eigenlijk niet maken, maar zag potentie in verdere samenwerking met Kemps en accepteerde om die reden de opdracht. Hij besloot zijn eigen dochter Ellen van Hemert te kiezen voor de titelrol. De opnames gingen van start op 27 augustus 1957 in Amsterdam en de filmstudio te Duivendrecht en ging in begin december naar de montage. Op dat moment was er nog niemand gevonden voor de mannelijke hoofdrol. Op 7 september werd bekendgemaakt dat Maxim Hamel werd aangesteld in de rol. De opnamen werden belemmerd door de Koninklijke Luchtvaart Maatschappij. Hoofdpersonage Ed was oorspronkelijk een KLM-purser, die wilde dat zijn veel jongere vriendin haar kindje zou laten weghalen. KLM vond dat een personeelslid zoiets nooit zou doen en verbood daarom Van Hemert om te suggereren dat Ed verbonden zou zijn aan Schiphol.
De film werd gemaakt voor een totaalbedrag van 550.000 gulden.

### Ontvangst
De film ging bij de première de filmgeschiedenis in als de eerste Nederlandse kleurenfilm. Volgens menig criticus werd dit op een originele manier gedaan, door Jenny in zwart-wit onder een brug te laten varen en haar in kleur ervandaan te laten komen. Aanvankelijk besloot de filmkeuring kijkers onder de 18 jaar niet toe te laten, maar dit werd later verlaagd naar 14 jaar. In totaal waren er 569.043 bezoekers. Na vertoning van de film in Berlijn werd zowel de Nederlandse als Duitse versie aangeboden aan twaalf landen, waaronder aan Japan. Tien van deze landen gaven de voorkeur aan de Nederlandse verfilming.
In Nederland waren de recensies niet gunstig, maar bracht het wel in totaal 300.000 gulden winst op. Recensent van de Leeuwarder Courant noemde het spel van de acteurs "binnen de hun geboden mogelijkheden aanvaardbaar", en hoewel de film volgens hem "niet flitsend" was, was hij wel "door-en-door Nederlands". Opinieschrijver van De Telegraaf was gunstiger en schreef over een "geslaagd regiedebuut": "Er is veel detailkritiek mogelijk en geboden, maar ik zou toch wel voorop willen stellen, dat hier de poging om nu eens niet in kluchtwerk te vervallen (de recensent noemde voorbeelden als Het wonderlijke leven van Willem Parel en Kleren maken de man), maar een zuivere, onderhoudende speelfilm over een doodgewone levensgebeurtenis te maken, goeddeels is geslaagd."
Het Nederlands Filmmuseum besloot in 2001 de film te conserveren, omdat de originele kleuren dreigden te verkleuren. Deze versie ging in februari 2002 in première en leverde een prijs op. In 2007 werd de film uitgebracht op dvd, in beperkte oplage.

## Trivia
De opnamen van de roeiclub werden geschoten bij Roeivereniging Willem III in Amsterdam. In 2013 wordt dezelfde club als locatie gebruikt voor de opnamen van een reclamespot voor Snelle Jelle-ontbijtkoek. Het gebouw is in die 55 jaar amper veranderd.